# Elatostema zhenyuanense
Elatostema zhenyuanense es una especie de planta del género Elatostema, perteneciente a la familia Urticaceae.

## Taxonomía
Elatostema zhenyuanense fue descrita por Wen Tsai Wang y Z. Y. Wu en 2014.

## Distribución
Se encuentra en el territorio centro-sur de China.